# Бедная маленькая Пеппина
«Бедная маленькая Пеппина» (англ. Poor Little Peppina) — немая драма 1916 года.

## Сюжет
Итальянская мафия похищает Лоис, дочь Роберта Торренса и его жены. Проходит 15 лет. Лоис растёт в Италии под именем Пеппина. Чтобы избежать брака с ненавистным графом, она переодевается в мальчика, сбегает в Америку и на борту корабля знакомится с окружным прокурором Хью Кэрроллом. В Нью-Йорке девушка сталкивается со своим похитителем. Он заставляет Пеппину, которая по-прежнему находится в мальчишеском обличье, помогать ему в его тёмных делах, за что её арестовывает полиция. Пеппина выдаёт властям своего похитителя, а прокурор Кэрролл узнаёт в мальчике своего попутчика. В итоге все разрешается благополучно — преступник отправляется за решётку, Пеппина воссоединяется с родителями, а Кэрролл, узнав, кто она на самом деле, берёт её в жены.

## В ролях
- Мэри Пикфорд — Пеппина
- Юджин О`Брайен — Хью Кэрролл
- Эдвин Мордант — Роберт Торренс
- Эдит Шейн — Миссис Торренс